# Bukla
Bukla je brezplačna slovenska revija o knjižnih novostih.
Izhaja od leta 2005 vsako prvo sredo v mesecu (razen v času poletnih počitnic in na začetku leta, ko izidejo dvojne številke). Izdaja jo podjetje UMco d.d..